# Julius Zinser
Julius Zinser (* 4. November 1881 in Offenburg; † 14. Mai 1929 in Karlsruhe) war ein deutscher Fußballspieler.

## Karriere

### Vereine

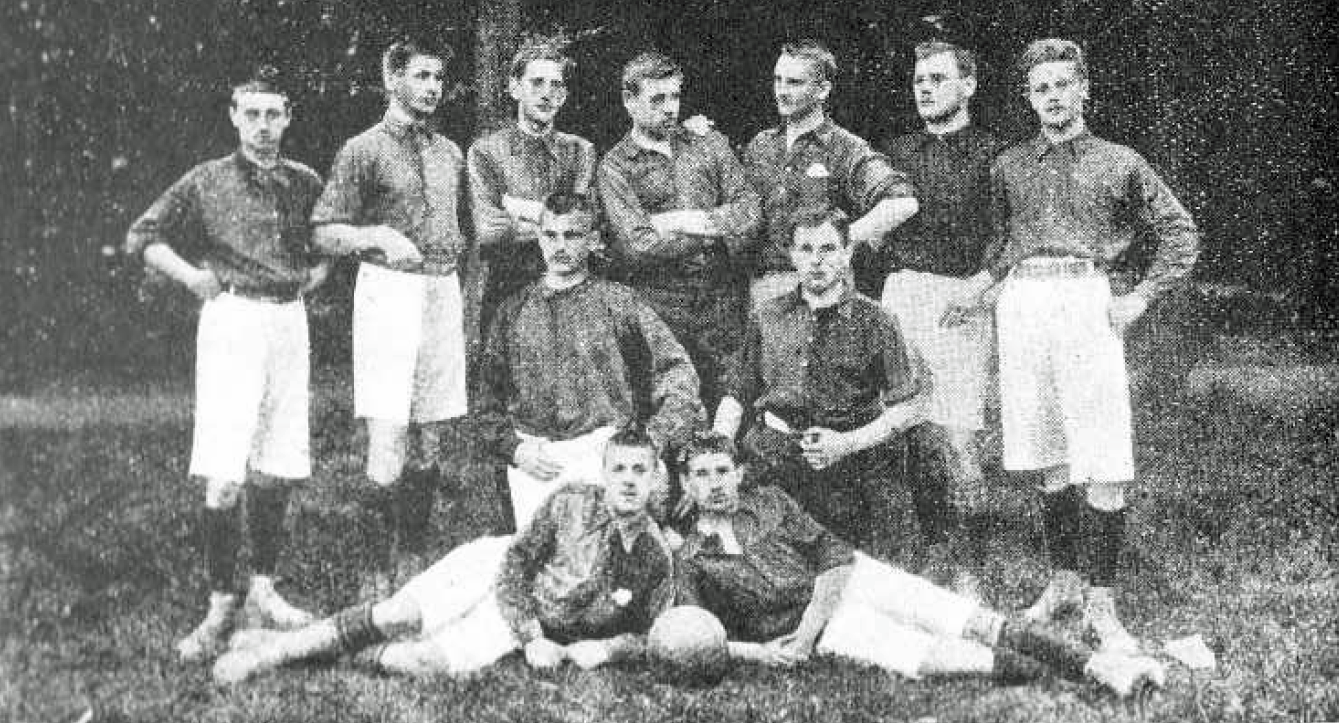
Julius Zinser (stehend, 4. v. r.) und Mitspieler des Karlsruher FV in einer Aufnahme aus dem Jahr 1899

Zinser gehörte bereits als 16-Jähriger dem Karlsruher Stadtteilverein VfB Mühlburg an, für den er als Stürmer bis 1897 tätig gewesen ist. Danach trat er gemeinsam mit seinem Bruder Gottfried jun. dem Karlsruher FV bei, dem er bis 1906 angehörte. Julius war der talentiertere Fußballer und erreichte mit seinem Verein zunächst die vier Finalspiele um die Süddeutsche Meisterschaft, die am 6. April 1902 in Hanau und am 7. Dezember 1902 in Darmstadt jeweils gegen den 1. Hanauer Fußball-Club 1893 mit 4:0 und 5:2 gewonnen wurden, sowie das am 27. März 1904 mit 5:0 gewonnene gegen den FC Germania Frankfurt. Das am 26. März 1905 gegen den 1. Hanauer Fußball-Club 1893 angesetzte Finalspiel fiel aus; da die Hanauer Mannschaft nur mit zwei Spielern antrat, erklärte der Schiedsrichter den Karlsruher FV mit 5:0 zum Sieger.
Mit seiner Mannschaft erreichte er ferner das am 11. Juni 1905 in Köln ausgetragene Finale um die Deutsche Meisterschaft im Weidenpescher Park. Doch gegen den BTuFC Union 92, dem Meister des Verbandes Berliner Ballspielvereine, unterlag er mit seinem Verein mit 0:2. Den Einzug ins Finale sicherte er seiner Mannschaft bereits im Viertelfinale, in dem er am 28. Mai 1905 auf dem Hanauer Exerzierplatz das 1:0-Siegtor in der 45. Minute gegen den Duisburger SpV erzielte; im Halbfinale erhielt seine Mannschaft ein Freilos.

### Auswahlmannschaft
Zinser bestritt zudem drei der sieben „Ur-Länderspiele“. Er gehöre der Auswahl an, die am 28. November 1899 auf dem Karlsruher Exerzierplatz gegen eine englische Auswahl mit 0:7 verlor. Des Weiteren bestritt er mit einer deutschen Auswahlmannschaft am 21. September 1901 an der White Hart Lane, der Spielstätte von Tottenham Hotspur, den Vergleichswettkampf gegen eine Amateurauswahl der Football Association, der mit 0:12, vier Tage später in Manchester in fast gleicher Besetzung gegen eine Profi-Auswahl mit 0:10 verloren wurde.

## Erfolge
- Finalist Deutsche Meisterschaft 1905
- Süddeutscher Meister 1902, 1903, 1904, 1905

## Sonstiges
Beide Brüder waren auch im Rudersport erfolgreich und errangen den ersten Sieg im Zweier bei einem Auslandsstart des Karlsruher Ruder-Verein Wiking v. 1879 in Luzern. Beide traten in die Fußstapfen ihres Vaters und wurden Architekten. Nach Julius Zinsers Plänen wurden 1912 die Fabrikhalle der Heidelberger Federhalterfabrik sowie die denkmalgeschützte Keramikfabrik Heinsteinwerk Heidelberg gebaut. Von seinem Bruder Gottfried stammen die Entwürfe des Klubhauses des KFV von 1909. Zwei Jahre nach dem Tod seines Vaters starb Julius Zinser 1929 nach kurzer Krankheit.